# Estación José Joaquín Pérez
José Joaquín Pérez era una estación de ferrocarril que se hallaba en el Desierto de Atacama, en la Región de Atacama de Chile. Fue parte del Longitudinal Norte y actualmente se encuentra inactiva.

## Historia
La estación fue construida como parte del ferrocarril Longitudinal Norte, el cual comenzó a operar en 1913; originalmente en el trazado primitivo estaba proyectada una estación más al norte —denominada «El Juncal»— y que estaría ubicada cerca de la quebrada de Juncal, sin embargo las posteriores modificaciones al trazado durante su construcción establecieron la nueva estación José Joaquín Pérez en su ubicación definitiva, en la Quebrada Carrizalillo, al oeste de la unión de la quebradas del Juncal y del Carrizo. Según Santiago Marín Vicuña, la estación se encontraba ubicada a una altitud de 1172 m s. n. m.
La estación no aparece en publicaciones turísticas de 1949, mientras que en mapas oficiales de 1964 la estación aparece simplemente como un paradero.
La estación dejó de prestar servicios cuando finalizó el transporte de pasajeros en la antigua Red Norte de la Empresa de los Ferrocarriles del Estado en junio de 1975, siendo clausurada de manera formal el 15 de enero de 1979. Las vías del Longitudinal Norte fueron traspasadas a Ferronor y privatizadas, mientras que la estación fue abandonada y solamente quedan algunas ruinas.